# Rashaun Broadus
Rashaun Eneal Broadus (ur. 5 sierpnia 1984 w Mililani) – amerykański koszykarz, występujący na pozycji rozgrywającego. Posiada również albańskie obywatelstwo.
W sezonie 2015/16 występował w barwach MKS Dąbrowy Górniczej.
Od lata 2016 reprezentant Albanii.

## Osiągnięcia
College
- Zaliczony do składów:
  - Mountain West All-Conference Honorable Mention (2006)[3]
  - NJCAA Region IX All-Tournament Team (2005)[4]

Drużynowe
- 2-krotny brązowy medalista mistrzostw Litwy (2013, 2015)[1]
- Uczestnik rozgrywek VTB (2011–2013), Ligi Bałtyckiej (2010–2012, 2014/15)

Indywidualne
- MVP 13. kolejki TBL (styczeń 2016)[5]
- 2-krotny uczestnik litewskiego All-Star Game (2011, 2015)[1]
- Lider Ligi Bałtyckiej w asystach (2012)